# Gencsapáti
Gencsapáti là một thị trấn thuộc hạt Vas, Hungary. Thị trấn này có diện tích 22,39 km², dân số năm 2010 là 2891 người, mật độ 129 người/km².